# Władysław Pasikowski

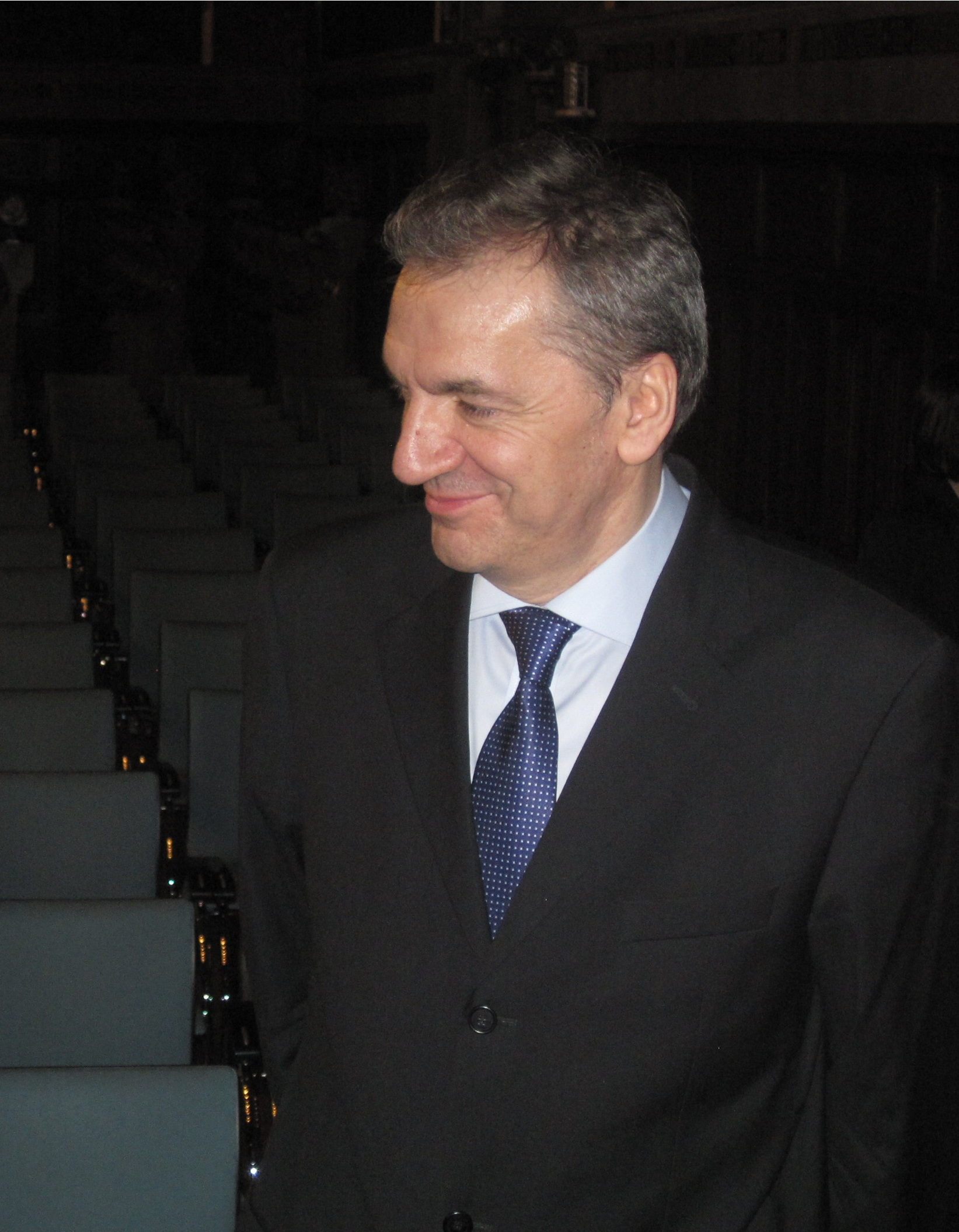
Wladyslaw Pasikowski (2014)

Władysław Pasikowski (phát âm tiếng Ba Lan: [vwaˈdɨswaf paɕiˈkɔfskʲi]; sinh ngày 14 tháng 6 năm 1959 tại Łódź) là một đạo diễn điện ảnh và nhà biên kịch người Ba Lan.
Năm 1991, bộ phim đầu tay của Wladyslaw Pasikowski là Kroll đã vinh dự được nhận Giải thưởng Liên hoan phim Ba Lan và Giải thưởng đặc biệt của Ban giám khảo. Ngoài ra, Wladyslaw Pasikowski còn là tác giả của tiểu thuyết khoa học viễn tưởng I, Gelerth (Ja, Gelerth (Zebra)). Tác phẩm này được đề cử cho Giải thưởng Janusz A. Zajdel vào năm 1993.

## Thành tích nghệ thuật
- Kroll (1991)
- Psy (1992)
- Psy 2. Ostatnia krew (1994)
- Słodko gorzki (1996)
- Demons of War (1998)
- Operacja Samum (1999)
- Reich (2001)
- Glina (2003–2004)
- Maszyna losująca (2007)
- Aftermath (2012) Bộ phim dựa trên câu chuyện về cuộc thảm sát Jedwabne, một cuộc thảm sát trong Chiến tranh thế giới thứ hai tại thị trấn Jedwabne thuộc Ba Lan do Đức chiếm đóng. Phim có sự góp mặt diễn xuất của nam diễn viên Maciej Stuhr trong vai Jozek.
- Jack Strong (2014)
- Pitbull. Ostatni pies (2018)
- Kurier (2019)
- Psy 3 (2020)